# Mnemosyne (software)
Mnemosyne (il nome richiama la dea greca della memoria, Mnemosine) è una linea di software per la ripetizione dilazionata sviluppato dal 2003 ad oggi.

## Caratteristiche
- Algoritmo di spaziatura basato su una prima versione dell'algoritmo SuperMemo, SM-2,[1] con alcune modifiche che hanno che riguardano le prime e le ultime ripetizioni.[2]
- Supporta immagini, suoni, video, HTML, Flash e LaTeX
- Portatile (può essere installato su una chiavetta USB
- Categorizzazione delle carte
- Statistiche del processo di apprendimento
- Memorizza di dati di apprendimento (rappresentati come mazzi di carte di cui ognuna ha un lato domanda e uno risposta) in file di database ".mem", che sono interoperabili con una serie di altri software di ripetizione spaziale
- Supporto a plugin e JavaScript
- Revisione carte su dispositivi Android.
- Sincronizzazione tra diversi dispositivi

## Panoramica
Ogni giorno, il software mostra ogni carta calendarizzata per la ripetizione. L'utente vota il proprio riconoscimento della risposta della carta su una scala da 0 a 5. Il software allora ricalendarizza la prossima ripetizione della carta a seconda del punteggio assegnato dall'utente a quella carta particolare e complessivamente al database di carte. Ciò produce un processo di revisione attivo.

## Software
Mnemosyne è scritto in Python, e ciò abilita il suo uso su Microsoft Windows, Linux, e Mac OS X. Inoltre è disponibile una versione, esclusivamente per la revisione delle carte, per dispositivi Android, ma questa versione necessita di essere sincronizzata alla versione desktop del programma. Gli utenti del software di solito si creano i propri database di carte, malgrado siano disponibili database Mnemosyne preconfezionati, e sia possibile importare collezioni SuperMemo e file di testo. Il programma usa SQLite per la memorizzazione dei file.

## Ricerca
Mnemosyne raccoglie dati dagli utenti volontari, e fa parte di un progetto di ricercaIn che modo? In quale università? sulla memoria a lungo termine.
In agosto 2009 la versione del dataset è stata resa disponibile tramite BitTorrent; in gennaio 2014 una versione è diventata disponibile al download. Altrimenti, l'ultima versione è disponibile dall'autore, Peter Bienstman, a richiesta.

## Vedere anche
- Anki
- SuperMemo